# Fitzer
Fitzer är en bergstopp i Schweiz.   Den ligger i distriktet Frutigen-Niedersimmental och kantonen Bern, i den sydvästra delen av landet, 60 km söder om huvudstaden Bern. Toppen på Fitzer är 2 458 meter över havet.
Terrängen runt Fitzer är huvudsakligen bergig, men söderut är den kuperad. Närmaste större samhälle är Sierre, 17,6 km söder om Fitzer. 
Trakten runt Fitzer består i huvudsak av gräsmarker. Runt Fitzer är det ganska glesbefolkat, med 38 invånare per kvadratkilometer.